# 姚娆
姚娆，女演员，出生于加拿大蒙特利尔，精通英语、法语、汉语，北京电影学院表演学院毕业。

## 生平
从小学习钢琴，毕业于魁北克音乐学院钢琴系，是北京电影学院800米跑记录保持者⑴。曾担任2015年第五届北京国际电影节评委会主席吕克- 贝松的法语、英语翻译。还曾赴法國参加2016年欧洲足球锦标赛33天全程直播-段暄《香蕉球·直播法兰西》⑵，与前法国国脚吉布里尔·西塞，意大利著名球星克里斯蒂安·维埃里采访互动。在里尔的戴高乐广场，竟用自拍杆与瑞士球迷换到了一块瑞士手表，成为欧洲杯期间人们津津乐道热烈谈论的话题。还参加主持多台播放的由台湾中天电视拍摄的《介绍北京电影学院专题节目》⑶。在由著名导演邵亚峰导演，著名演员姜武、邵兵出演的院线电影《侠路相逢》（获第21届上海国际电影节“华语新风”单元优秀奖）中出演女主角薇薇，并荣获新西兰2018亚太电影节最佳女主角奖 ⑷ 。2018年4月在中美合拍院线电影《蛊域》中出演女主角伏灵 。2018年9月在由著名导演李三林执导，北电影制片厂、八一电影制片厂、中影集团出品的院线电影《那时风华》中出演女主角郑箐箐。

## 演出作品

### 电影
《剿匪龙虎山》女主角秦晓云
《夺宝黑狐岭》女主角
《血溅大青沟》女主角
《枪响烧锅镇》女主角
《侠路相逢》女主角薇薇
《蛊域》女主角伏灵
《那时风华》女主角郑箐箐

## 奖项
荣获新西兰2018亚太电影节最佳女主角奖 ⑷

## 外部連結
⑴北京电影学院第39届田径运动会成功召开——新宝GG娱乐平台,中国 ...
⑵香蕉球·直播法兰西_搜狐体育_搜狐网
⑶夢想大學堂翁滋蔓姚娆中天亚洲北京电影学院- Watch online
⑷新西兰亚太电影节2018圆满闭幕 https://www.52hrtt.com/akl/n/w/info/D1540871260417（页面存档备份，存于）